# Tramway d'Ardres à Pont-d'Ardres
Le Tramway d'Ardres à Pont-d'Ardres fonctionna entre ces deux villes du département du Pas-de-Calais entre 1902 et 1955. La ligne est construite à voie métrique. 
La concession est attribuée à MM. Darras, auxquels se substitue la compagnie du Tramway à vapeur d'Ardres à Pont-d'Ardres. En 1919, la ligne est intégrée au réseau de la  Compagnie générale de voies ferrées d'intérêt local (CGL). Elle disparait en 1955.

## La ligne
- Ardres - Pont-d'Ardres : (6 km), ouverture 1902, fermeture 1955.

## Gares de jonction
- Gare de Pont-d'Ardres avec la Compagnie des chemins de fer du Nord
- Gare d'Ardres avec le chemin de fer d'Anvin à Calais.

## Matériel roulant
Locomotives à vapeur :
- N° 1, type 031t Corpet-Louvet, livrée en 1893, n° constructeur (547 )
- N° 5, type 030T, livrée par Corpet-Louvet en 1907, acquise en seconde main, n° construction 1178, poids à vide 17 tonnes.